# Ottojärvi
Ottojärvi eller Ottajärvi är en sjö i Finland. Den ligger i kommunen Villmanstrand i landskapet Södra Karelen, i den södra delen av landet, 170 km öster om huvudstaden Helsingfors. Ottojärvi ligger 45,1 meter över havet. Arean är 2,7 kvadratkilometer och strandlinjen är 21,1 kilometer lång. Sjön  ingår i Santajokis avrinningsområde.   I omgivningarna runt Ottojärvi växer i huvudsak blandskog. Den sträcker sig 2,5 kilometer i nord-sydlig riktning, och 3,4 kilometer i öst-västlig riktning.
I övrigt finns följande i Ottojärvi:
- Pyhäsaari (en ö)
- Iirosaari (en ö)
- Hurmonsaari (en ö)
- Nuottasaari (en ö)
- Järvenpäänsaari (en ö)
- Honkasaari (en ö)
- Lipiluoto (en ö)
- Salmensaari (en ö)